# Мокруха пурпуровая
Мокру́ха пурпу́ровая (лат. Chroogomphus rutilus) — съедобный гриб семейства мокруховых. 
Синонимы:
- Agaricus rutilus Schaeff., 1774basionym
- Agaricus rufescens J.F. Gmel., 1792
- Cortinarius rutilus (Schaeff.) Gray, 1821
- Gomphidius rutilus (Schaeff.) S. Lundell, 1937

Русские названия: мокруха слизистая, мокруха блестящая, мокруха желтоногая, желтоног медно-красный.
Видовой эпитет rutilus означает «изжелта-красный, золотисто-красный».

## Описание
Шляпка диаметром 3—8 (12) см, довольно мясистая, у молодых экземпляров — коническо-округлая, с паутинистым частным покрывалом красно-коричневого цвета, позднее — плоско-выпуклая или распростёртая, с широким, притуплённым бугорком в центре и сильно завёрнутым краем. Кожица шляпки гладкая, блестящая, у молодых грибов — сильно слизистая, особенно при влажной погоде. Цвет шляпки изменяется от светло-коричневого, рыжеватого до кирпично-красного или красноватого с лиловым оттенком; у молодых экземпляров центр шляпки окрашен в пурпурные тона, с возрастом окраска становится более равномерной, выцветает.
Мякоть мясистая, в ножке волокнистая, розово-желтоватая, в основании ножки — оранжевая; без выраженного запаха и вкуса. На изломе приобретает розоватый оттенок, при отваривании темнеет.
Пластинки дугообразно нисходящие, редкие, толстые, вначале охряно-розовые или розовато-лиловые, затем пурпурно-коричневые, постепенно приобретающие грязно-бурый, почти чёрный цвет. У молодых экземпляров пластинки закрыты частным покрывалом. Пластинки легко отделяются от шляпки.
Ножка 5—8 х 0,5—2 см, сплошная, цилиндрическая, несколько суженная к основанию, часто искривлённая, слегка клейкая, в верхней части — с тёмными кольцеобразными остатками частного покрывала, исчезающими с возрастом; одного цвета со шляпкой, но несколько светлее. Мякоть ножки волокнистая, в верхней части — с красноватым оттенком, в основании — ярко-жёлтая, оранжевая.
Грибы, растущие после осенних заморозков, часто приобретают медно-пурпурную окраску.
Споровый порошок тёмно-коричневый, почти чёрный.

### Микроструктуры
Споры 13,6—18,5×5,3—6,7 мкм, веретеновидные, гладкие, бледные, буровато-оранжевые, толстостенные.
Цветовые химические реакции: В реактиве Мельцера споры становятся жёлто-коричневыми до светло-охристых.

## Экология и распространение
Растёт на почве в хвойных и смешанных лесах, по верещатникам, обычно рядом с соснами, часто на возвышенностях. Образует микоризу с сосной, берёзой. Особенно часто встречается в светлых прореженных сосновых лесах и лесопосадках сосны вместе с Suillus granulatus и Suillus luteus. Предпочитает известковые почвы. Встречается одиночно или небольшими группами. Широко распространён в северной умеренной зоне, на территории РФ — в Европейской части России, на Кавказе, в Сибири.
Сезон август — конец сентября

## Сходные виды
Все виды мокрух (родов Gomphidius и Chroogomphus) обладают определённым сходством.
- Мокруха еловая отличается сероватым, сизым цветом шляпки; является симбионтом ели.
- Мокруха розовая легко отличима по ярко-розовой шляпке и светлым пластинкам.
- Мокруха пятнистая отличается серо-коричневой окраской шляпки, встречается под лиственницами.
- Мокруха швейцарская (Chroogomphus helveticus) имеет шляпку с «войлочной» поверхностью, окрашенную в охряные тона.
- У мокрухи войлочной (Chroogomphus tomentosus) шляпка покрыта беловатым войлочным опушением.

С ядовитыми и несъедобными грибами мокруха пурпуровая сходства не имеет.

## Пищевые качества
Малоизвестный съедобный гриб (4 категории), пригоден для всех видов кулинарной обработки. По вкусовым качествам близок к маслятам. При термической обработке приобретает пурпуровый цвет, отсюда русское видовое название. Перед приготовлением необходимо удалить слизистую кожицу гриба.